# Sumampattus pantherinus
Espèce
Synonymes
- Eustiromastix pantherinus Mello-Leitão, 1942
- Eustiromastix obscurus Mello-Leitão, 1942 nec Peckham & Peckham, 1894
- Eustiromastix parobscurus Roewer, 1951

Sumampattus pantherinus est une espèce d'araignées aranéomorphes de la famille des Salticidae.

## Distribution
Cette espèce est endémique d'Argentine.

## Publication originale
- Mello-Leitão, 1942 : Arañas del Chaco y Santiago del Estero. Revista del Museo de La Plata (Nueva Serie, Zoología), vol. 2, no 16, p. 381-426.